# Cubogel
El cubogel és un mineral de la classe dels òxids. Fins al mes de setembre de 2022 s'anomenava gel-VII, canviant el nom a l'actual degut a les noves directrius aprovades per la CNMNC per a la nomenclatura de polimorfs i polisomes. El nom anterior coincidia amb el nom donat a un polimorf del gel que prèviament havia estat sintetitzat al laboratori.

## Característiques
El cubogel és un òxid de fórmula química H₂O. Va ser aprovada com a espècie vàlida per l'Associació Mineralògica Internacional l'any 2017, sent publicada per primera vegada un any més tard. Cristal·litza en el sistema isomètric.
L'exemplar que va servir per a determinar l'espècie, el que es coneix com a material tipus, es troba conservat a les col·leccions mineralògiques del departament d'història natural del Museu Reial d'Ontario, a Ontario (Canadà), amb el número de catàleg: m57666.

## Formació i jaciments
Va ser descoberta a la mina Orapa, a la localitat de Letlhakane (Districte Central, Botswana), en forma d'inclusió en un diamant. Es tracta de l'únic indret de tot el planeta on ha estat descrita aquesta espècie mineral.